# Juan Comba García
Juan Comba García. (Jerez de la Frontera, 30 de novembre de 1852 - Madrid, 19 de juny de 1924) Va ser un fotògraf, pintor, dibuixant, il·lustrador espanyol.

## Biografia
Es va formar a la "Escola Naval Militar de San Carlos de l'Illa de León", després Escola de Suboficials de l'Armada. Més tard va entrar a l'Escola Especial de Pintura, Escultura i Gravat, dependent de la Reial Acadèmia de Belles Arts de Sant Ferran, com a deixeble de Eduardo Rosales, que li va posar en contacte amb Abelardo de Carlos, director de la Ilustración Española y Americana, on Comba publicaria les seves il·lustracions des de març de 1872 fins a 1907. Al llarg d'aquest període també va col·laborar en la revista Blanco y Negro.
Va acompanyar al rei Alfons XII a tots els viatges que va realitzar per Espanya, així com a la gira per Europa central, per la qual cosa la Casa Reial el va distingir amb honors i càrrecs oficials. Les seves 683 informacions gràfiques, de les quals només 15 són fotografies, així com els seus quadres, són testimoniatge de les transformacions que es van produir a Espanya en aquell període, guanyant-se el qualificatiu de «Cronista gràfic de La Restauració».

## Premis i reconeixements

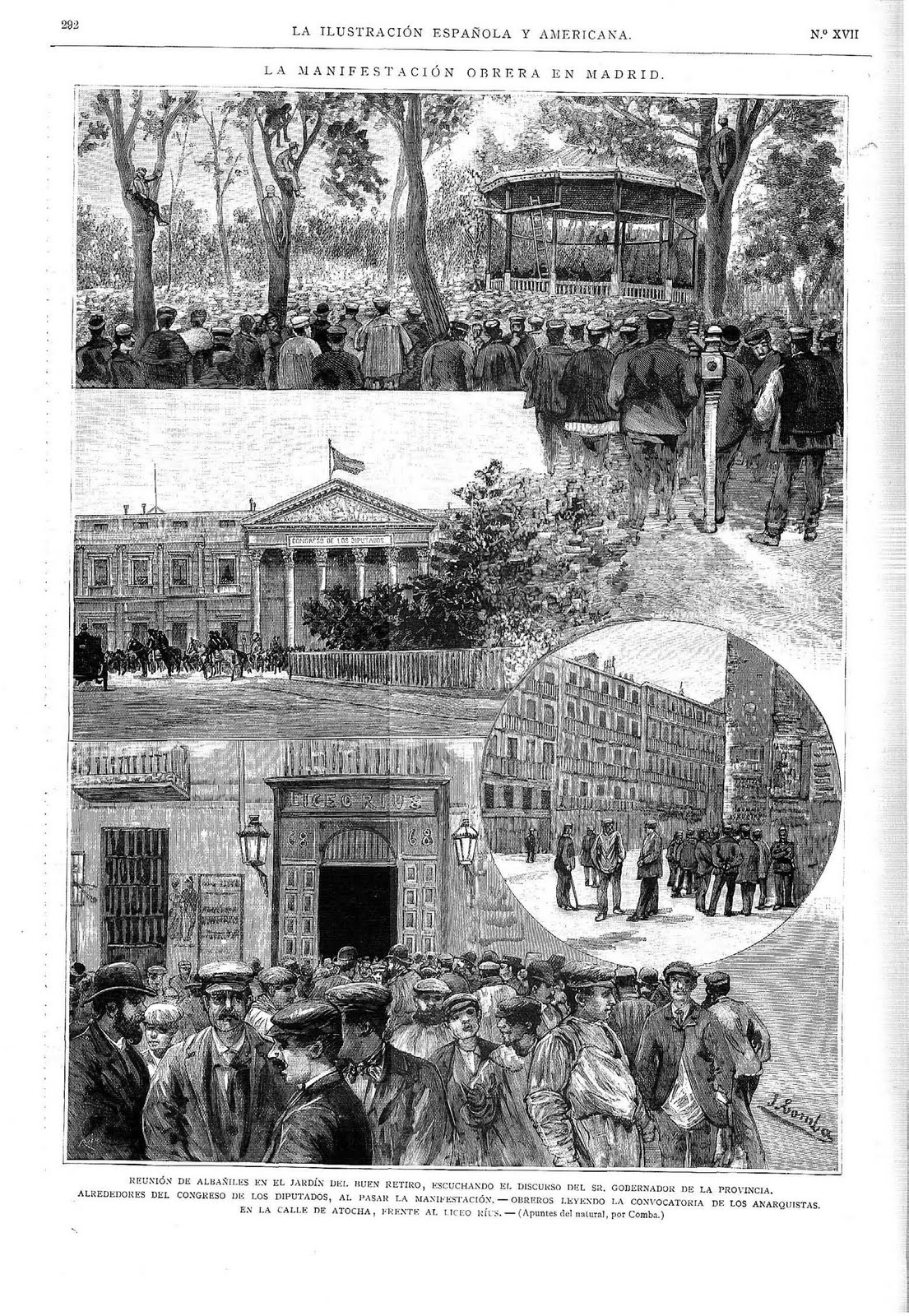
La Ilustración Española y Americana, 8 de maig de 1890, dibuixos del natural de Juan Comba. Diferents moments i enclavaments amb motiu de la manifestació obrera ocorreguda a Madrid el 4 de maig de 1890.

En les Exposicions Nacionals de Belles Arts d'Espanya:
- Tercera medalla en 1895, per l'obra La escolta real.
- Tercera medalla en 1899, per l'obra El estudio de Rosales.

Un carrer de Jerez, la seva localitat natal, porta el seu nom.